# Luciano Hang
Pour les articles homonymes, voir Hang (homonymie).
Luciano Hang (né le 11 octobre 1962) est un homme d'affaires milliardaire brésilien, cofondateur de la chaîne de grands magasins Havan, dont il possède la quasi-totalité. Bloomberg LP l'a appelé « un évangéliste du marché libre et sans doute le propulseur le plus passionné de Jair Bolsonaro dans le monde des affaires ».

## Fortune et vie privée

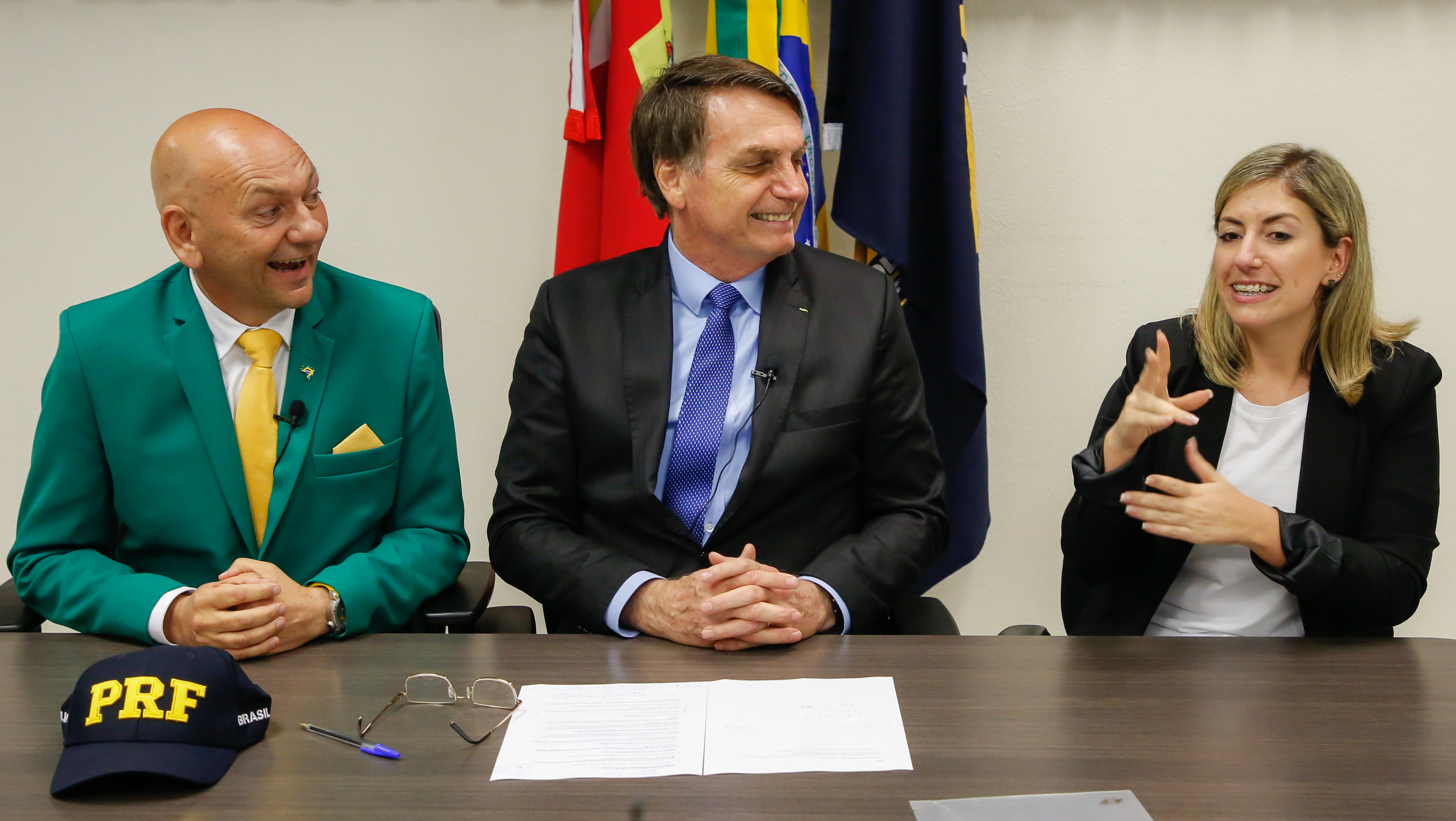
Luciano Hang et Jair Bolsonaro durant une transmission en direct sur les réseaux sociaux.

En juin 2019, Havan comptait 126 magasins dans 17 des 26 États du pays. Il possède également des centrales hydroélectriques, des stations-service, une société immobilière et un fonds d'investissement.
Il est marié à Andrea et ils ont ensemble trois enfants. Ils vivent à Brusque, Santa Catarina, au Brésil.

## Arrestation
Le 23 août, sur ordre de la Cour Suprême Fédérale, la police lance un avis de recherche et d'arrestation pour Luciano Hang, impliqué dans une tentative de préparation de coup d'État en faveur de Jair Bolsonaro. La Cour ordonne le gel de ses avoirs, de ses médias sociaux, et l'accès à ses comptes financiers. L'homme d'affaires évoque pour sa défense un cas de persécution et une attaque de sa liberté de parole ; il déclare par ailleurs « J'ai été victime de l'irresponsabilité d'un journalisme superficiel, frivole et militant, qui malheureusement fait partie des salles de rédaction à travers le Brésil ».